# AB Nordreportern
AB Nordreportern startade som en frilansgrupp i mitten av 1980-talet. 1991 blev företaget aktiebolag i samband med ett uppdrag att göra facktidningen Miljö & Utveckling. Tidningen övertogs 1992 tillsammans med systertidningen Kvalitetsmagasinet. 1994 startades tidningen Telekom idag och 2010 startades VD-tidningen och förlagets eventverksamhet. Nordreportern bytte företagsnamn 2018 till Pauser Media. 